# In A Little While
«In a Little While» es una canción del grupo irlandés U2 lanzada en el año 2000 del género pop-rock. La canción pertenece al álbum All That You Can't Leave Behind publicado en el 30 de octubre de 2000. Este tema le debe su fama al cantante Joey Ramone, ya que fue la última canción que escuchó antes de morir en el hospital víctima de un linfoma.
- Datos: Q16846935